# Lycenchelys tristichodon
Lycenchelys tristichodon är en fiskart som beskrevs av Dewitt och Hureau, 1979. Lycenchelys tristichodon ingår i släktet Lycenchelys och familjen tånglakefiskar. Inga underarter finns listade i Catalogue of Life.